# Ekspozytura W-W
Ekspozytura "W-W" (Ekspozytura Wołyń-Wschód) – ekspozytura wywiadu KG ZWZ działająca w II połowie 1941 na Wołyniu, niezależnie od działania odcinka II Wołyń „Wachlarza”.
Szefem ekspozytury był por. Józef Roman ps. „Starski”. Komórki ekspozytury mieściły się zaś w 5 wołyńskich miastach: Kowlu, Równem, Zdołbunowie, Kostopolu i Łucku.
Zadania ekspozytury "W-W":
- rozpoznanie garnizonów, urządzeń polowych i sieci komunikacyjnej;
- obserwacja ruchu niemieckich wojsk;
- obserwacja transportów kołowych i kolejowych;
- i inne.

## Literatura
- Władysław Filar, Wołyń 1939-1944, Toruń 2003.